# 金環寶螺
金環寶螺（学名：Cypraea annulus）为寶螺科寶螺屬下的一个种。